# Heidi El Tabakhová
Heidi El Tabakhová (* 25. září 1986 Alexandrie) je bývalá kanadská profesionální tenistka egyptského původu. Ve věku osmi let odešla s rodinou z Egypta. Rodnou zemi reprezentovala v letech 2002–2005, poté začala nastupovat za Kanadu. Ve své kariéře nevyhrála na okruhu WTA Tour žádný turnaj. V rámci okruhu ITF získala sedm titulů ve dvouhře a deset ve čtyřhře.
Na žebříčku WTA byla ve dvouhře nejvýše klasifikována v říjnu 2012 na 146. místě a ve čtyřhře pak v únoru 2012 na 173. místě.
Od roku 2019 plní roli kapitánky Fedcupového týmu Kanady.

## Tenisová kariéra
Na okruhu ITF začala hrát v sezóně 2002. Debutový singlový titul získala v roce 2009 na události ITF v kanadském Torontu, kde v té době žila. Následovaly výhry ve španělském Valladolidu, mississippském Jacksonu, kde ve finále porazila Rusku a bývalou čtrnáctou hráčku světa Jelenu Bovinovou ve dvou setech a v alabamském Pelhamu, kde na ni v boji o titul nestačila Rumunka Edina Gallovitsová-Hallová.
V sezóně 2009 si poprvé zahrála kvalifikaci grandslamové události, když na US Open nepostoupila do hlavní soutěže. Na torontském turnaji ITF s dotací 75 000 dolarů vyhrála čtyřhru spolu s Tchajwankou Kchaj-čchen Čchangovou, když ve finále zdolaly americký pár Irina Falconiová a Amanda Finková až v supertiebreaku rozhodujícího setu [10–4].
Premiérová účast v hlavní soutěži grandslamu přišla v květnu 2012, když se probojovala z kvalifikace do hlavní soutěže dvouhry na French Open. V úvodním kole však nestačila na krajanku Aleksandru Wozniakovou, jíž podlehla po setech 7–5 a 6–2.

## Finálové účasti na turnajích okruhu ITF
| $100,000 tournaments |
| $75,000 tournaments  |
| $50,000 tournaments  |
| $25,000 tournaments  |
| $10,000 tournaments  |

### Dvouhra: 6 (5–1)
| Stav       | Č. | Datum             | Turnaj     | Povrch | Soupeřka ve finále      | Výsledek      |
| ---------- | -- | ----------------- | ---------- | ------ | ----------------------- | ------------- |
| Vítězka    | 1. | 25. října 2003    | Lagos      | tvrdý  | Sai-Jayalakshmy Jayaram | 6–4, 6–4      |
| Vítězka    | 2. | 11. září 2007     | Lleida     | antuka | Fernández Brugués       | 6–2, 6–3      |
| Finalistka | 1. | 28. června 2009   | Waterloo   | antuka | J. Konta                | 6–2, 3–6, 6–3 |
| Vítězka    | 3. | 26. července 2009 | Valladolid | tvrdý  | Cabeza Candela          | 6–2, 3–6, 6–3 |
| Vítězka    | 4. | 8. dubna 2012     | Jackson    | antuka | J. Bovina               | 6–0, 6–4      |
| Vítězka    | 5. | 15. dubna 2012    | Pelham     | antuka | E. Gallovits-Hall       | 3–6, 6–2, 6–4 |

### Čtyřhra: 18 (9–9)
| Stav       | Č. | Datum              | Turnaj      | Povrch | Spoluhráčka         | Soupeřky ve finále                         | Výsledek               |
| ---------- | -- | ------------------ | ----------- | ------ | ------------------- | ------------------------------------------ | ---------------------- |
| Finalistka | 1. | 25. října 2003     | Lagos       | tvrdý  | Yomna Faridová      | Rebecca Dandeniya Michelle Snymanová       | 7–5, 6–3               |
| Vítězka    | 1. | 2. listopadu 2003  | Lagos       | tvrdý  | Yomna Farid         | Lizaan Du Plessisová Noha Mohsen           | 6–1, 5–7, 6–1          |
| Vítězka    | 2. | 27. června 2004    | Edmond      | tvrdý  | Anne Mallová        | Kelly Andersonová Carine Vermeulenová      | 3–6, 6–3, 6–4          |
| Finalistka | 2. | 25. července 2004  | Evansville  | tvrdý  | Vania Kingová       | Kelly Schmandtová Aleke Tsoubanosová       | 6–4, 6–4               |
| Finalistka | 3. | 11. listopadu 2006 | Toronto     | tvrdý  | I. Raluca Olaru     | Angelika Bachmannová Hana Šromová          | 6–4, 6–1               |
| Vítězka    | 3. | 25. května 2008    | Landisville | tvrdý  | Audra Cohenová      | Stefania Boffová Anna Fitzpatricková       | 6–3, 7–6(7–3)          |
| Vítězka    | 4. | 12. července 2008  | Valladolid  | tvrdý  | S. Tweedie-Yates    | Stefania Boffa Anna Fitzpatricková         | 6–2, 6–4               |
| Vítězka    | 5. | 20. července 2008  | Darmstadt   | antuka | Emma Laineová       | Michelle Gerardsová Marcella Koeková       | 6–3, 6–4               |
| Finalistka | 4. | 18. dubna 2009     | Osprey      | antuka | Melanie Klaffner    | Lindsay Lee-Waters St. Tweedie-Yates       | 6–3, 6–7(5–7), [12–10] |
| Vítězka    | 6. | 10. května 2009    | H. Beach    | antuka | Melanie Klaffner    | Teťjana Lužanská Lilia Osterlohová         | 6–3, 3–6, [10–7]       |
| Finalistka | 5. | 27. června 2009    | Waterloo    | antuka | Teťjana Lužanská    | Alexandra Müllerová Allie Willová          | 6–2, 6–1               |
| Vítězka    | 7. | 25. července 2009  | Valladolid, | tvrdý  | P. Fondevila-Castro | E. Cabeza Candela Sara del Barrio Aragón   | 6–2, 6–4               |
| Vítězka    | 8. | 1. listopadu 2009  | Bayamón     | tvrdý  | Kimberly Coutsová   | MF Álvarezová Teránová Karen Castiblancová | 6–3, 6–1               |
| Vítězka    | 9. | 7. srpna 2010      | Vancouver   | tvrdý  | Kchaj-čchen Čchang  | Irina Falconiová Amanda Finková            | 3–6, 6–3, [10–4]       |
| Finalistka | 6. | 25. září 2010      | Saguenay    | tvrdý  | Rebecca Marinová    | Jorgelina Craverová St. Foretz Gacon       | 6–3, 6–4               |
| Finalistka | 7. | 13. března 2011    | Clearwater  | tvrdý  | Arina Rodionovová   | Kimberly Coutsová Līga Dekmeijereová       | 6–1, 6–4               |
| Finalistka | 8. | 2. dubna 2011      | Pelham      | antuka | Kimberly Coutsová   | Līga Dekmeijereová Marie-Ève Pelletierová  | 2–6, 6–4, [12–10]      |
| Finalistka | 9. | 24. dubna 2011     | Dothan      | antuka | Alison Riskeová     | Valeria Solovjevová Lenka Wienerová        | 6–3, 6–4               |